# Provinz Daniel Alcides Carrión

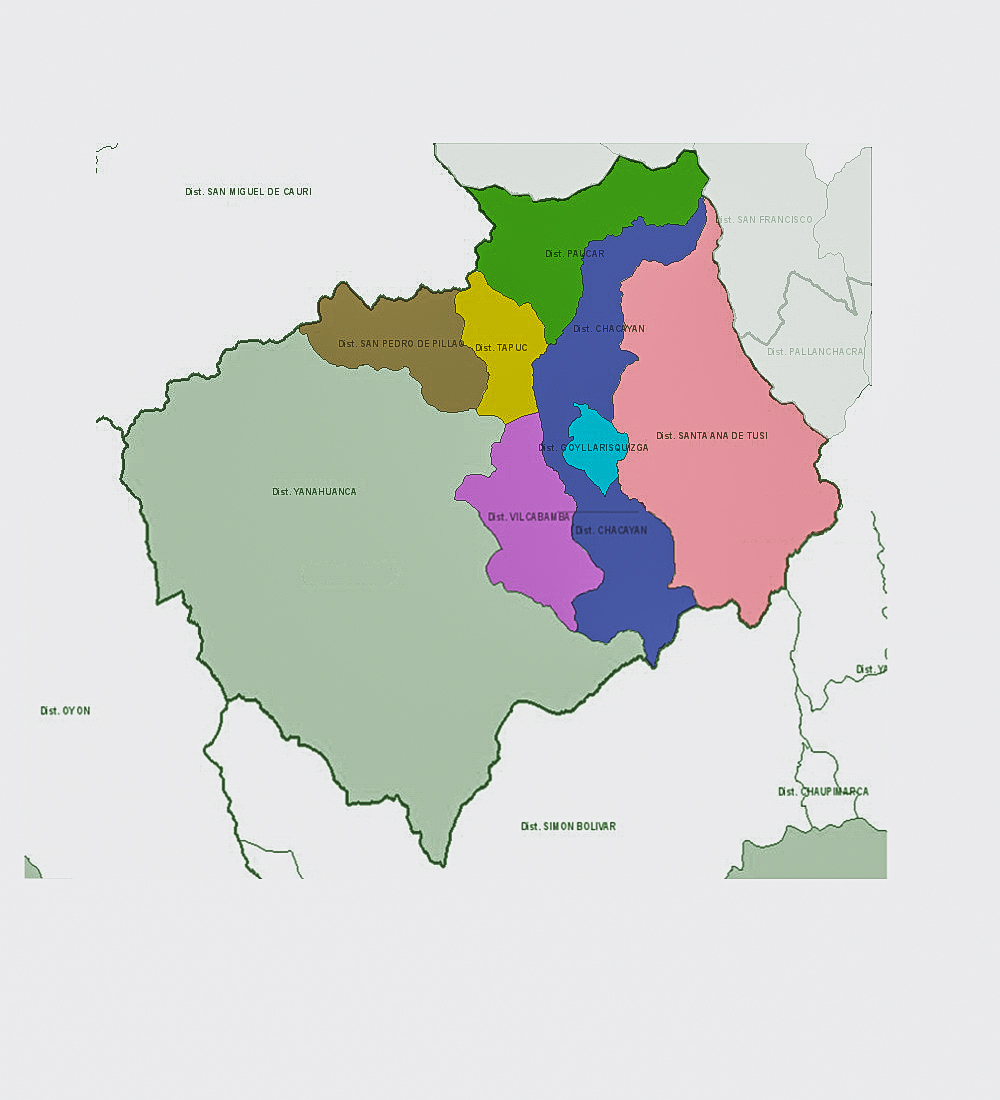
Lage der Distrikte

Die Provinz Daniel Alcides Carrión liegt in der Region Pasco in Zentral-Peru. Die Provinz wurde am 27. November 1944 offiziell gegründet. Sie wurde nach Daniel Alcides Carrión (1857–1885), einem peruanischen Mediziner benannt. Sie hat eine Fläche von 1887 km². Beim Zensus 2017 lebten 43.580 Menschen in der Provinz. Im Jahr 1993 lag die Einwohnerzahl bei 36.098, im Jahr 2007 bei 47.803. Verwaltungssitz ist Yanahuanca.

## Geographische Lage
Die Provinz Daniel Alcides Carrión erstreckt sich über das Andenhochland, 50 km nördlich des Junín-Sees. Sie besitzt eine Längsausdehnung in OSO-WNW-Richtung von 45 km sowie eine Breite von etwa 30 km. Die Provinz reicht von der peruanischen Westkordillere im Westen bis zur Zentralkordillere im Osten. Das Gebiet wird von dem Fluss Río Huertas, einem linken Nebenfluss des Río Huallaga, nach Nordosten entwässert.
Die Provinz grenzt im Süden und Südosten an die Provinz Pasco, im Westen an die Provinz Oyón (Region Lima), im Nordwesten an die Provinz Lauricocha sowie im Nordosten an die Provinz Ambo (beide in der Region Huánuco).

## Verwaltungsgliederung
Die Provinz Daniel Alcides Carrión gliedert sich in folgende 8 Distrikte. Der Distrikt Yanahuanca ist Sitz der Provinzverwaltung.
| Distrikt            | Verwaltungssitz     |
| ------------------- | ------------------- |
| Chacayán            | Chacayán            |
| Goyllarisquizga     | Goyllarisquizga     |
| Páucar              | Páucar              |
| San Pedro de Pillao | San Pedro de Pillao |
| Santa Ana de Tusi   | Santa Ana de Tusi   |
| Tápuc               | Tápuc               |
| Vilcabamba          | Vilcabamba          |
| Yanahuanca          | Yanahuanca          |